# Carbinea wunderlichi
Carbinea wunderlichi är en spindelart som beskrevs av Davies 1999. Carbinea wunderlichi ingår i släktet Carbinea och familjen Amphinectidae.
Artens utbredningsområde är Queensland. Inga underarter finns listade.